# Lucie Hrstková
Lucie Hrstková (ur. 16 lipca 1981 w Valašské Meziříčí) – czeska narciarka alpejska, dwukrotna medalistka mistrzostw świata juniorów.

## Kariera
Pierwszy raz na arenie międzynarodowej Lucie Hrstková pojawiła się 11 grudnia 1996 roku w Predazzo, gdzie w zawodach FIS Race w slalomie zajęła 44. miejsce. W 1997 roku wystartowała na mistrzostwach świata juniorów w Schladming, gdzie jej najlepszym wynikiem było 26. miejsce w gigancie. Jeszcze czterokrotnie startowała na imprezach tego cyklu, największy sukces osiągając na mistrzostwach świata juniorów w Verbier w 2001 roku, gdzie zdobyła srebrny medal w gigancie. W zawodach tych rozdzieliła na podium Fränzi Aufdenblatten ze Szwajcarii oraz Hiszpankę Carolinę Ruiz Castillo. W tej samej konkurencji zdobyła także brązowy medal na mistrzostwach świata juniorów w Megève w 1998 roku, ulegając tylko Szwece Anji Pärson i Francuzce Ingrid Jacquemod.
W zawodach Pucharu Świata zadebiutowała 24 października 1998 roku w Sölden, gdzie nie zakwalifikowała się do drugiego przejazdu giganta. Pierwsze pucharowe punkty wywalczyła 19 stycznia 2002 roku w Berchtesgaden, zajmując 23. miejsce w tej samej konkurencji. Nigdy nie stanęła na podium zawodów tego cyklu, nigdy też nie poprawiła wyniku z Berchtesgaden. Najlepsze wyniki osiągała w sezonie 2001/2002, kiedy zajęła 109. miejsce w klasyfikacji generalnej. Kilkukrotnie startowała na mistrzostwach świata, najlepszy wynik uzyskując na rozgrywanych w 2005 roku mistrzostwach świata w Bormio, gdzie była siedemnasta w kombinacji. W tej samej konkurencji była też między innymi piętnasta podczas igrzysk olimpijskich w Nagano w 1998 roku. Wielokrotnie zdobywała medale mistrzostw Czech, tym czternaście złotych: w gigancie w latach 1997, 1998, 2000, 2001, 2007 i 2009, slalomie w latach 2007, 2009 i 2010, supergigancie w latach 1998, 2001, 2002 i 2010 oraz superkombinacji w 2009 roku. W 2010 roku zakończyła karierę.

## Osiągnięcia

### Igrzyska olimpijskie
| Miejsce | Dzień     | Rok  | Miejscowość    | Konkurencja | Czas biegu  | Strata  | Zwyciężczyni         |
| ------- | --------- | ---- | -------------- | ----------- | ----------- | ------- | -------------------- |
| 35.     | 11 lutego | 1998 | Nagano         | Supergigant | 1:18,02 min | +3,72 s | Picabo Street        |
| 31.     | 16 lutego | 1998 | Nagano         | Zjazd       | 1:29,89 min | +3,11 s | Katja Seizinger      |
| 15.     | 17 lutego | 1998 | Nagano         | Kombinacja  | 2:40,74 min | +9,22 s | Katja Seizinger      |
| DNF     | 19 lutego | 1998 | Nagano         | Slalom      | 1:32,40 min | -       | Hilde Gerg           |
| DNF     | 20 lutego | 1998 | Nagano         | Gigant      | 2:50,59 min | -       | Deborah Compagnoni   |
| DNF     | 14 lutego | 2002 | Salt Lake City | Kombinacja  | 2:43,28 min | -       | Janica Kostelić      |
| 25.     | 17 lutego | 2002 | Salt Lake City | Supergigant | 1:13,59 min | +2,97 s | Daniela Ceccarelli   |
| DNF     | 20 lutego | 2002 | Salt Lake City | Slalom      | 1:46,10 min | -       | Janica Kostelić      |
| DNF     | 22 lutego | 2002 | Salt Lake City | Gigant      | 2:30,01 min | -       | Janica Kostelić      |
| 22.     | 18 lutego | 2006 | Turyn          | Kombinacja  | 2:51,08 min | +8,49 s | Janica Kostelić      |
| 36.     | 20 lutego | 2006 | Turyn          | Supergigant | 1:32,47 min | +3,15 s | Michaela Dorfmeister |
| DNF     | 22 lutego | 2006 | Turyn          | Slalom      | 1:29,04 min | -       | Anja Pärson          |
| DNF     | 24 lutego | 2006 | Turyn          | Gigant      | 2:09,19 min | -       | Julia Mancuso        |

### Mistrzostwa świata
| Miejsce | Dzień       | Rok  | Miejscowość       | Konkurencja     | Czas biegu  | Strata   | Zwyciężczyni          |
| ------- | ----------- | ---- | ----------------- | --------------- | ----------- | -------- | --------------------- |
| 29.     | 3 lutego    | 1999 | Vail/Beaver Creek | Supergigant     | 1:20,53 min | +2,77 s  | Alexandra Meissnitzer |
| 24.     | 11 lutego   | 1999 | Vail/Beaver Creek | Gigant          | 2:08,54 min | +5,02 s  | Alexandra Meissnitzer |
| DNF2    | 13 lutego   | 1999 | Vail/Beaver Creek | Slalom          | 1:33,97 min | -        | Zali Steggall         |
| DNF1    | 29 stycznia | 2001 | St. Anton         | Supergigant     | 1:23,44 min | +4,63 s  | Régine Cavagnoud      |
| 28.     | 9 lutego    | 2001 | St. Anton         | Gigant          | 2:19,01 min | +10,64 s | Sonja Nef             |
| DNF1    | 13 lutego   | 2003 | Sankt Moritz      | Gigant          | 2:30,97 min | -        | Anja Pärson           |
| DNF1    | 15 lutego   | 2003 | Sankt Moritz      | Slalom          | 1:39,55 min | -        | Janica Kostelić       |
| 27.     | 30 stycznia | 2005 | Santa Caterina    | Supergigant     | 1:17,64 min | +3,30 s  | Anja Pärson           |
| 17.     | 4 lutego    | 2005 | Santa Caterina    | Kombinacja      | 2:53,70 min | +9,35 s  | Janica Kostelić       |
| 25.     | 8 lutego    | 2005 | Santa Caterina    | Gigant          | 2:13,63 min | +4,39 s  | Anja Pärson           |
| 29.     | 6 lutego    | 2007 | Åre               | Supergigant     | 1:18,85 min | +3,58 s  | Anja Pärson           |
| 25.     | 9 lutego    | 2007 | Åre               | Superkombinacja | 1:57,69 min | +6,60 s  | Anja Pärson           |
| DNF1    | 13 lutego   | 2007 | Åre               | Gigant          | 2:31,72 min | -        | Nicole Hosp           |
| DNF2    | 16 lutego   | 2007 | Åre               | Slalom          | 1:43,91 min | -        | Šárka Záhrobská       |
| DSQ1    | 3 lutego    | 2009 | Val d’Isère       | Supergigant     | 1:20,73 min | -        | Lindsey Vonn          |
| 20.     | 6 lutego    | 2009 | Val d’Isère       | Superkombinacja | 2:20,13 min | +9,67 s  | Kathrin Zettel        |
| DNF1    | 12 lutego   | 2009 | Val d’Isère       | Gigant          | 2:03,49 min | -        | Kathrin Hölzl         |

### Mistrzostwa świata juniorów
| Miejsce | Dzień     | Rok  | Miejscowość | Konkurencja | Czas biegu  | Strata  | Zwyciężczyni         |
| ------- | --------- | ---- | ----------- | ----------- | ----------- | ------- | -------------------- |
| 36.     | 27 lutego | 1997 | Schladming  | Supergigant | 1:19,96 min | +5,32 s | Karen Putzer         |
| DNF1    | 28 lutego | 1997 | Schladming  | Slalom      | 1:38,88 min | -       | Tanja Poutiainen     |
| 26.     | 1 marca   | 1997 | Schladming  | Gigant      | 1:56,82 min | +8,41 s | Karen Putzer         |
| 10.     | 26 lutego | 1998 | Megève      | Zjazd       | 1:24,41 min | +1,26 s | Martina Lechner      |
| 6.      | 27 lutego | 1998 | Megève      | Supergigant | 1:06,08 min | +0,53 s | Martina Lechner      |
| DNF1    | 28 lutego | 1998 | Megève      | Slalom      | 1:26,48 min | -       | Stefanie Wolf        |
| 3.      | 1 marca   | 1998 | Megève      | Gigant      | 1:54,35 min | +1,67 s | Anja Pärson          |
| DNF2    | 9 marca   | 1999 | Pra Loup    | Slalom      | 1:46,62 min | -       | Anja Pärson          |
| 5.      | 10 marca  | 1999 | Pra Loup    | Gigant      | 1:53,82 min | +1,45 s | Denise Karbon        |
| 13.     | 13 marca  | 1999 | Pra Loup    | Zjazd       | 1:11,09 min | +1,38 s | Kerstin Reisenhofer  |
| 6.      | 14 marca  | 1999 | Pra Loup    | Supergigant | 1:14,06 min | +1,08 s | Karin Blaser         |
| 22.     | 21 lutego | 2000 | Québec      | Zjazd       | 1:13,47 min | +2,67 s | Fränzi Aufdenblatten |
| 15.     | 22 lutego | 2000 | Québec      | Supergigant | 1:18,79 min | +1,92 s | Kathrin Wilhelm      |
| 22.     | 25 lutego | 2000 | Québec      | Gigant      | 1:55,08 min | +4,62 s | Anja Pärson          |
| DNF2    | 26 lutego | 2000 | Québec      | Slalom      | 1:50,79 min | -       | Anja Pärson          |
| 27.     | 6 lutego  | 2001 | Verbier     | Zjazd       | 1:33,56 min | +3,19 s | Astrid Vierthaler    |
| 16.     | 7 lutego  | 2001 | Verbier     | Supergigant | 1:33,54 min | +2,05 s | Kathrin Wilhelm      |
| 2.      | 10 lutego | 2001 | Verbier     | Gigant      | 1:55,08 min | +0,15 s | Fränzi Aufdenblatten |
| 25.     | 10 lutego | 2001 | Verbier     | Slalom      | 1:16,53 min | +7,08 s | Christine Sponring   |

### Puchar Świata

#### Miejsca w klasyfikacji generalnej
- sezon 2001/2002: 109.
- sezon 2005/2006: 121.

#### Miejsca na podium
Hrstková nigdy nie stanęła na podium zawodów PŚ.